# 田舎の無名高校から東大、京大にバンバン合格した話
田舎の無名高校から東大、京大にバンバン合格した話（いなかのむめいこうこうからとうだい、きょうだいにバンバンごうかくしたはなし）は、田野瀬良太郎によって著された書籍。2015年1月17日に主婦の友社から出版。

## 概要
1986年に田野瀬良太郎が開校させて理事長に就任した西大和学園高等学校は、開校当初は中堅の公立高校の滑り止めで、田舎の平凡な私立高校であった。机を放り投げたり他校の生徒との喧嘩が絶えないなどやんちゃな生徒と、公立高校の教員採用試験に不合格になった教師ばかり。そのような中で日本一の進学校を目指して田野瀬良太郎と教師たちが立ち上がり、わずか数年で驚異的な進学実績を出し、あっという間に奈良県でトップの進学校にまでしたという軌跡が述べられている。
西大和学園高校では0時間目や泊り込み補習や夏季休暇3日や正月特訓などが行われていることから、受験少年院とまで言われたほどの体育会系の大学受験の実態が述べられている。田野瀬良太郎は資金0で西大和学園高校を立ち上げて夢を語り続けて、2014年には大和大学を開学して学校法人全体として日本の教育に大きく貢献する学校法人西大和学園の30年の歴史についても述べられている。
西大和学園高校の開校当初は授業中に飽きたと言って教室から出て行ってしまったり、気が向かないという理由で学校に来なかったり、学校から外に出れば喧嘩や問題行動が当たり前の生徒もいた。教員は駆り出されない日は無いほどで、ヤンキーやツッパリを気取る生徒も多く、窓ガラスや備品を修理する業者が絶えず出入りしていた。開校当初は生徒の問題行動のみでなく、教師の指導や考え方もバラバラで学校は荒れて行くばかりであった。ある教師は部活を頑張って推薦で大学に行くのが良いと言う一方で、別の教師は部活よりも勉強をしなければ大学には行けないなどと言うことから生徒は混乱して学校は荒れて行く。そこで田野瀬良太郎は悩んで、何もかもができるのではなく一つの路線にすることにして、何度も職員会議をして日本全国の高校を周って、西大和学園高校は進学校としての道を究めるという一つの結果に結びついた。最初はこの考えに賛同した教師は2人のみであり、校長や教頭を含めた反対する教師と何度も話し合い理解していただこうとする。反対する教師が多い中で進学校への取り組みを進めていくうちに、進学校にすることに賛同している教師は必死で一生懸命であることから生徒も真面目に努力するようになっていった。だがこのように生徒の意識が変わろうとも、教師の意識は変わらなかった。中でも体育教師の抵抗が強く、当時の西大和学園高校のサッカー部はインターハイも狙えるほどにまで成長して、体育教師は手応えと期待を感じていた。そんな中で練習が終わった時間に体育教師を呼び出して、翌日の明け方まで説得した。それから数週間後に体育教師は部員に練習を週に3日に減らして2年生までにすることを伝えて、最後まで抵抗していた体育教師も進学校にすることに賛同することになったという軌跡が述べられている。
1期生は関西大学に22名合格して、同志社大学や立命館大学などの関西の名門大学の他に、早稲田大学や慶應義塾大学にも合格。国立大学では大阪大学や九州大学にも合格した。これは入学当初の偏差値からすれば大躍進であり、そこから進学校への道が開けていく。不登校だった生徒が通えるようになり、西大和学園高校の開校から初の東京大学合格者になったという功績が述べられている。